# 산드비켄
산드비켄(스웨덴어: Sandviken)은 스웨덴 예블레보리주에 위치한 도시로, 면적은 15.66km2, 인구는 22,965명(2010년 기준), 인구 밀도는 1,466명/km2이다.

시 문장